# Мончетундра
Мончетундра — горный массив в Мурманской области России. Высшая точка — гора Хипик (965 м над уровнем моря). Расположен западнее озера Имандра. Практически целиком (за исключением юго-восточной оконечности, в окрестностях Мончегорска) входит в Лапландский заповедник.

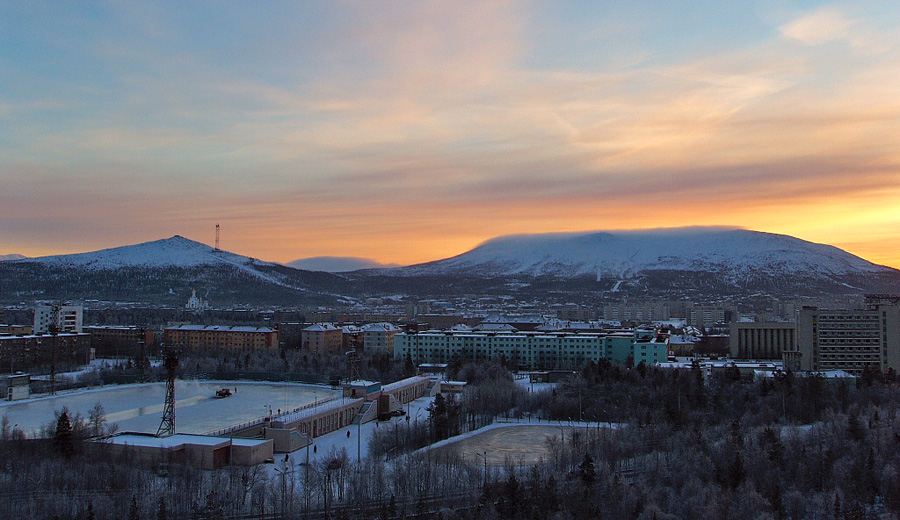
Сопки Монча (слева) и Нюд (справа), к югу от Мончегорска

Массив Мончетундра сложен интрузивными породами. На склонах гор развита горно-тундровая растительность. Вершины каменистые. Крупнейшие вершины: Хипик (965 м), Мончетундра (655 м) и др. По северной стороне массива протекает река Вайкис. У подножия гор множество озёр, крупнейшие из которых: Пагель, Красная Ламбина, Сейдъявр. Граничит с горным массивом Чунатундра. В предгорье на озере Мончеозеро расположен город Мончегорск.